# Bagik Payung
Bagik Payung is een bestuurslaag in het regentschap Oost-Lombok van de provincie West-Nusa Tenggara, Indonesië. Bagik Payung telt 9461 inwoners (volkstelling 2010).